# サタデーネクスト
『サタデーネクスト』は、2019年4月13日から2020年9月19日まで土曜13:30 - 14:00（JST）に日本テレビで放送されていた単発特別番組枠。

## 概要
2019年2月まで日曜未明（土曜深夜）に放送されていた『ネクストブレイク』の実質的な後継番組として開始。
企画コンセプトは『ネクストブレイク』から引き継いでおり、様々なクリエーターたちがレギュラー化を目指す実験的な枠として多彩なジャンルの番組を週替わりで放送するとしていく（週により休止の場合あり）。
なお以前この時間帯は『サタデーバリューフィーバー（現・サンバリュ）』という当枠と同じく週替わりでバラエティ番組などを放送する実験的な枠として長年編成されてきたが、その『サタデーバリューフィーバー』が『サンバリュ』に改題し、日曜に枠移動した事から以後『土曜特番』として単発番組が放送されていた（『土曜特番』は2019年3月で放送終了）。
当枠は基本的に関東ローカルでの放送だが、札幌テレビでも開始当初から同時ネットで放送されている（休止の場合あり）。ただし同時ネットで放送されている札幌テレビ以外でも単発番組扱いで放送される場合がある。
2020年9月19日をもって放送終了した。

## 放送された番組

### 2019年
| 4月13日         | ビューティープライド〜美しきメイクの戦い〜              |  |
| 4月20日         | 丸太長者 ～革新的なアイデアで大金を生め～               |  |
| 4月27日         | 東京恋愛大学～神返事?クズ返事?携帯覗き見一斉テスト!〜   |  |
| 5月4日          | ザ・ノンフィクション・タクシー                          |  |
| 5月11日         | 実は私こういう者でして                                  |  |
| 5月25日         | 空気を読むクイズ 暗黙の了解                             |  |
| 6月8日          | サンドウィッチマンのバズれ!アスリートTuber              |  |
| 6月15日         | オトナ通信簿                                            |  |
| 6月22日 6月29日 | クイズハッカー                                          |  |
| 7月13日         | 地図探偵 アノ店ドノ道!?                                 |  |
| 7月20日         | 1000人でやります。                                      |  |
| 7月27日         | 目で見るルールブック                                    |  |
| 8月3日 8月17日  | モンスターサミット ～次世代論客発掘バラエティー～       |  |
| 9月21日         | そして2度目の告白を                                     |  |
| 9月28日         | 裏アカちゃん                                            |  |
| 10月19日        | 恋愛脚本家                                              |  |
| 10月26日        | テクってあそぼ!                                         |  |
| 11月2日         | バーチャルLOVE〜デジタル彼氏はリアル彼氏になれるのか?〜 |  |
| 11月16日        | 同ポジトラベル～あの日の写真、もう一度撮りませんか?～   |  |
| 11月23日        | 音が出たら負け                                          |  |
| 12月14日        | 人間vsAI前代未聞の歌バトル                              |  |

### 2020年
| 1月25日         | スポーツお宝ライブラリー                  |                              |
| 3月28日         | バーチャルコント                          | 第1弾（第2弾は全国ネット。） |
| 7月11日 7月18日 | THE芸人プリズン                           |                              |
| 7月25日         | 世界で発見!アスリートの金の卵 #バズキッズ |                              |
| 8月29日         | 勝手にコマーシャル                        |                              |
| 9月19日         | ノットリリースTHEマネー                   |                              |

## 当枠からレギュラー化した番組
クイズハッカー
2021年5月22日から3週連続で土曜0:30（金曜深夜）に放送。